# Den Europæiske Unions Publikationer
Kontoret for Den Europæiske Unions Publikationer (Publikationskontoret) er et interinstitutionelt kontor, der skal sikre, at publikationerne fra EF's og EU's institutioner bliver udgivet. Det har status som generaldirektorat og har sæde i Luxemburg.
- Publikationskontoret udgiver hver dag Den Europæiske Unions Tidende på 22 eller 23 sprog 22 (når en retsakt skal offentliggøres, sker det også på irsk), og det er enestående inden for forlagsbranchen.
- Kontoret producerer eller medproducerer publikationer, der indgår i EU's institutioners kommunikationspolitik.

Desuden tilbyder Publikationskontoret en række onlinetjenester, der giver fri adgang til information om EU-lovgivning (EUR-Lex), EU-publikationer (EU Bookshop), offentlige indkøb i EU (TED) samt forskning og udvikling i EU (CORDIS).